# Pockelsov pojav
Pockelsov pojav (po nemškem fiziku Friedrichu Carlu Alwinu Pockelsu, ki je pojav preučeval leta 1893) je linearni elektrooptični pojav, pri katerem je lomni količnik sredstva odvisen od zunanjega električnega polja. Opazimo ga lahko le v kristalih, ki nimajo centra simetrije (npr. BaTiO3, GaAs, LiNbO3 ). Sprememba lomnega količnika je v prvem redu sorazmerna z zunanjim električnim poljem, sorazmernostni koeficienti pa so tipično velikostnega reda 10-10 m/V - 10-12 m/V. Uporabljamo ga za modulacijo optičnega signala.

## Matematični zapis
Tenzor dielektričnosti v lastnem sistemu zapišemo kot
{\displaystyle {\underline {\epsilon }}={\begin{bmatrix}\epsilon _{x}&0&0\\0&\epsilon _{y}&0\\0&0&\epsilon _{z}\end{bmatrix}}} , kjer je {\displaystyle \epsilon _{i}=n_{i}^{2}}, {\displaystyle n_{i}}pa lomni količnik v smeri {\displaystyle i}. 
Definiramo inverzni dielektrični tenzor kot
{\displaystyle {\underline {b}}={\underline {\epsilon }}^{-1}={\begin{bmatrix}{\frac {1}{n_{x}^{2}}}&0&0\\0&{\frac {1}{n_{y}^{2}}}&0\\0&0&{\frac {1}{n_{z}^{2}}}\end{bmatrix}}}.
Ob prisotnosti električnega polja {\displaystyle {\vec {E}}=(E_{x},E_{y},E_{z})}se dielektrične lastnosti snovi spremenijo. Spremembo inverznega dielektričnega tenzorja zapišemo kot:
{\displaystyle {\underline {\tilde {b}}}={\underline {b}}+{\underline {\delta b}}}.
Če je sprememba dovolj majhna, lahko komponente novega tenzorja {\displaystyle {\underline {\delta b}}} razvijemo v potenčno vrsto {\displaystyle {\vec {E}}}:
{\displaystyle {\underline {\delta b_{ij}}}=r_{ijk}E_{k}+q_{ijkl}E_{k}E_{l}+...}
kjer upoštevamo Einsteinov dogovor o seštevanju. Pri obravnavi Pockelsovega pojava nas zanima samo prvi člen. Člen drugega reda opisuje Kerrov pojav, ki je šibkejši in pride do izraza v snoveh s centrom inverzije, kjer ni Pockelsovega pojava. 
Koeficienti {\displaystyle r_{ijk}}so komponente Pockelsovega tenzorja {\displaystyle {\underline {r}}}in so odvisni od strukture kristala. Ker je {\displaystyle {\underline {r}}}simetričen na zamenjavo prvih dveh indeksov lahko ta združimo v en sam indeks. Uveljavljen je zapis xx = 1, yy = 2, zz = 3, yz = 4, xz = 5, xy = 6 za prva dva indeksa in x = 1, y = 2, z = 3 za tretji indeks. Pockelsov tenzor tako kompaktno predstavimo z matriko dimenzije 6 x 3.

### Primer: KH2PO4(KDP)
V kristalu KDP, ki je v kristalografski skupini 42m, so od nič različni samo {\displaystyle r_{42}=r_{52}=8.77\times 10^{-12}m/V}in {\displaystyle r_{63}=-10.3\times 10^{-12}m/V}. Os z naj kaže v smeri optične osi. Oglejmo si primer, ko imamo na kristalu napetost v smeri z, torej {\displaystyle E=(0,0,E)}. KDP je že v osnovi dvolomen enoosni kristal, njegov inverzni tenzor dielektričnosti zapišemo kot:
{\displaystyle {\underline {\tilde {b}}}={\begin{vmatrix}{\frac {1}{n_{o}^{2}}}&0&0\\0&{\frac {1}{n_{o}^{2}}}&0\\0&0&{\frac {1}{n_{e}^{2}}}\end{vmatrix}}}.
Spremembo {\displaystyle {\underline {\delta b}}}izračunamo kot:
{\displaystyle b_{xx}=r_{xxx}E_{x}+r_{xxy}E_{y}+r_{xxz}E_{z}=0}
{\displaystyle b_{xy}=r_{xyx}E_{x}+r_{xyy}E_{y}+r_{xyz}E_{z}=r_{63}E=b_{yx}}
{\displaystyle b_{xz}=b_{zx}=b_{yz}=b_{zy}=b_{yy}=b_{zz}=0}.
Tako dobimo:
{\displaystyle {\underline {b}}={\underline {\tilde {b}}}+{\underline {\delta b}}={\begin{vmatrix}{\frac {1}{n_{o}^{2}}}&r_{63}E&0\\r_{63}&{\frac {1}{n_{o}^{2}}}&0\\0&0&{\frac {1}{n_{e}^{2}}}\end{vmatrix}}}.
Poiskati moramo še preostali novi lastni osi in lastni vrednosti. Po diagonalizaciji dobimo:
{\displaystyle {\frac {1}{n_{x}'^{2}}}={\frac {1}{n_{o}^{2}}}+r_{63}E},                    {\displaystyle {\hat {e_{x'}}}={\frac {1}{\sqrt {2}}}(1,1,0)}
{\displaystyle {\frac {1}{n_{y}'^{2}}}={\frac {1}{n_{o}^{2}}}-r_{63}E},                    {\displaystyle {\hat {e_{y'}}}={\frac {1}{\sqrt {2}}}(-1,1,0)}
{\displaystyle {\frac {1}{n_{z}'^{2}}}={\frac {1}{n_{e}^{2}}}},                                   {\displaystyle {\hat {e_{z'}}}={\hat {e_{z}}}}
Os z ostane optična os, lomni količnik v tej smeri se ne spremeni. Od tu izračunamo lomna količnika v smereh novih lastnih osi:
{\displaystyle n_{x'}={\frac {n_{o}}{\sqrt {1+n_{o}^{2}r_{63}E}}}\simeq n_{0}(1-{\frac {1}{2}}n_{o}^{2}r_{63}E)}
{\displaystyle n_{x'}={\frac {n_{o}}{\sqrt {1-n_{o}^{2}r_{63}E}}}\simeq n_{0}(1+{\frac {1}{2}}n_{o}^{2}r_{63}E)}
Izraz smo poenostavili s Taylorjevim razvojem, saj je {\displaystyle r_{63}}v argumentu majhen. Lomni količnik se res spreminja linearno z zunanjim poljem, pod vplivom katerega kristal KDP postane dvolomen.